# Victoria Oriana Saputo
Victoria Oriana Saputo (José C. Paz, 22 de septiembre de 2000) es una boxeadora argentina amateur.

## Trayectoria
En el Campeonato Panamericano Juvenil de 2018 realizados en Colorado Springs, Estados Unidos, obtuvo la medalla de oro, asimismo obtuvo el premio a la mejor boxeadora del torneo. 
En los Juegos Olímpicos de la Juventud de Buenos Aires 2018, representó a su país en la categoría de boxeo de 57 a 60 kilogramos, certamen donde obtuvo la medalla de bronce derrotando a la australiana Emma Lawson, siendo la primera boxeadora medallista olímpica juvenil de Argentina.